# Nicolò Napoli
Pour les articles homonymes, voir Napoli.
Nicolò Napoli (né le 7 février 1962 à Palerme en Sicile) est un ancien joueur et aujourd'hui entraîneur de football italien.

## Biographie
Ayant grandi dans la ville sicilienne de Messine, Napoli (surnommé il Cabrini del Sud) commence sa carrière pour le club de sa ville d'enfance.
En 1987, il part évoluer à la Juventus, puis rejoint ensuite le Cagliari Calcio et la Reggina.

## Palmarès

### Compétitions nationales
- Coppa Italia : 1

Juventus : 1989/1990
- Serie C1 : 1

Messina : 1985/1986
- Serie C2 : 1

Messina : 1982/1983

### Compétitions internationales
- Coupe UEFA : 1

Juventus : 1989/1990